# حكايات مجنونة (مسلسل)
حكايات مجنونة، مسلسل مصري صدر سنة 1995، من إخراج محمد النجار وبطولة ممدوح عبد العليم

## ملخص القصة
مسلسل اجتماعي يناقش في عدد من الحلقات المتصلة المنفصلة مشاكل الشباب وكيفية العمل على مواجهتها مثل مشاكل البطالة والفقر والجهل.

## طاقم العمل
- ممدوح عبد العليم
- شيرين
- عبد المنعم مدبولي
- هالة فاخر
- علاء ولي الدين
- ميمي جمال